# London Dial-a-Ride
London Dial-a-Ride és una branca de Transport for London (TfL) que proveeix serveis de transport de multi-ocupació porta a porta per a persones amb una discapacitat permanent, a llarg termini o amb problemes de salud que no pot utilitzar transport públic convencional.
El desembre de 1972, Transport for London va començar a operar un servei de dial-a-ride a Hampstead, dirigit tant als viatgers com als compradors. Això va acabar el 1976 a causa dels alts costos.
L'any 1982, el Consell de Camden va establir el primer programa de dial a ride de Londres per a residents amb discapacitat, amb finançament del Greater London Council (GLC). Aviat van seguir diversos consells de Londres, inclòs Greenwich. Després del desenvolupament reeixit de GAD-about a Greenwich, es va desenvolupar un projecte de prototips de clons per a London Transport que després es va lliurar en forma modular per permetre una fàcil implementació i ampliació. A finals de la dècada de 1980, hi havia més de 25 grups de dial a ride a tot Londres, subvencionats amb una suma de 7,2 milions de lliures de London Regional Transport.

## Flota
A partir de 2022, la flota consta de 256 vehicles accessibles, tots minibusos de planta baixa Mellor Tucana, construïts sobre la plataforma Volkswagen Transporter. La flota compleix els estàndards d'emissions Euro VI i, per tant, compleix la zona d'emissions ultra baixes. Històricament, s'han utilitzat una àmplia gamma de vehicles, inclosos els minibusos Mercedes-Benz Sprinter i Vito.
- Mercedes Sprinter 312D minibus
- Ford Transits
- Optare minibus de terra baix
- Dormobile DP16F, 2FS2
- Strachans DP16F, 1FS1
- Carlyle B20F, 3FS3